# Леваш (река)
Леваш — река в России, протекает в Вологодской области, в Нюксенском районе. Устье реки находится в 119 км по правому берегу реки Сухона. Длина реки составляет 21 км. В 7 км от устья принимает справа крупнейший приток — Мышмаш.
Исток Леваша находится в Большом Нимчугском болоте на Галичской возвышенности в 44 км к востоку от села Нюксеница близ границы с Кичменгско-Городецким районом. Течёт по ненаселённой лесной местности на северо-запад. В устье Леваша на правом берегу реки стоит посёлок Леваш, крупнейший населённый пункт Востровского сельского поселения (299 человек по данным 2010 года).

## Данные водного реестра
По данным государственного водного реестра России относится к Двинско-Печорскому бассейновому округу, водохозяйственный участок реки — Северная Двина от начала реки до впадения реки Вычегда, без рек Юг и Сухона (от истока до Кубенского гидроузла), речной подбассейн реки — Сухона. Речной бассейн реки — Северная Двина.
Код объекта в государственном водном реестре — 03020100312103000009395.